# La Construction de la Tour de Babel
 (décembre 2016).
Si vous disposez d'ouvrages ou d'articles de référence ou si vous connaissez des sites web de qualité traitant du thème abordé ici, merci de compléter l'article en donnant les références utiles à sa vérifiabilité et en les liant à la section « Notes et références ».
La Construction de la Tour de Babel est un tableau peint par Hendrik III van Cleve en 1550. Il mesure 40 cm de haut sur 55 cm de large. Il est conservé au Musée Kröller-Müller à Otterlo.